# 伊莱·赫拉利
伊莱·赫拉利（Eli Harari，1945年—）是一位以色列裔美国企业家，他与桑賈伊·梅洛特拉共同创立闪迪公司。
他的父母是波兰犹太人，他们于1933年移民到巴勒斯坦地區。伊莱·赫拉利生於特拉維夫。